# イーマート

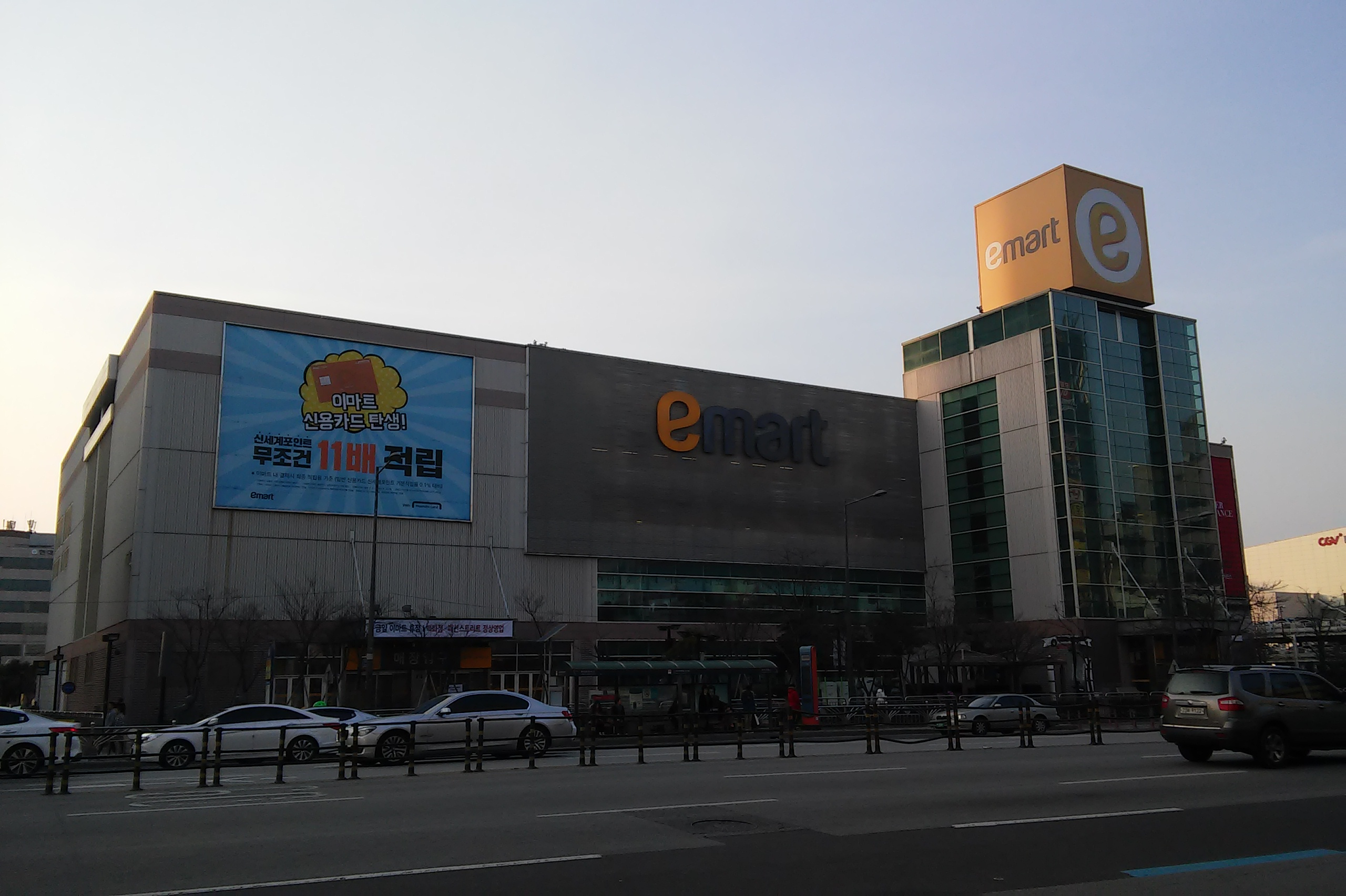
光州にあるイーマート（光州店)

イーマート（Emart、이마트）は、株式会社新世界が1993年に設立した大韓民国で初の大型ディスカウントストアである。運営会社名は株式会社イーマート(주식회사 이마트, Emart Inc.)。2018年11月末日基準、大韓民国、ベトナム、モンゴルにおいて、約145店舗程売り場を運営している。

## 歴史
イーマートは1993年11月12日ソウル特別市道峰区で初めての店舗（倉洞店）を開店した。1997年2月1日に、韓国国内の流通業者としては初めて中国に進出し、中国イーマート1号店のチィヤン店を開店した。（現在、中国は撤退）
2004年10月1日、イーマートのインターネットショッピングモールを開設した

## 店舗現況
2018年5月16日基準で286舗を運営中。韓国内の他、ベトナム、モンゴルに店舗を持つ。大型マート形態の「イーマート」の他に、非会員制倉庫型マート「トレイダーズ」、自社ブランドの製品扱う「No Brand」等、多様な形態で店舗を構えている。
2018年からは、日本のドン・キホーテをベンチマークした新形態店「ピエロショッピング」をオープン。明洞などの都心部に最大7店舗を展開したが知名度不足から来店客が伸び悩む一方、賃料の上昇が重荷となり、2020年内に撤退することとなった。

### 大韓民国

#### ソウル特別市
- 新道林駅店、汝矣島店、紫陽店、倉洞店、弥阿店、千戸店、木洞店、上鳳店、恩平店、良才店、月渓店、水西店、新月店、駅三店、九老店、加陽店、里門店、水色店、聖水店、明逸店、龍山店、往十里駅店、清渓川店、永登浦店、麻浦店、墨洞店

#### 京畿道・仁川広域市
- 仁川空港店、東仁川店、山本店、安山店、河南店、甫羅店、東栢店、東灘店、抱川店、興徳店、水枝店、烏山店、富川店、炭峴店、花井店、陶農店、南楊州店、盆唐店、竹田店、京畿広州店、安養店、平沢店、西水原店、駒城店、光明店、楊州店、安城店、坪村店、一山店、坡州店、水原店、城南店、龍仁店、利川店、始華店、古桟店、驪州店、中洞店、仁川店、延寿店、松林店、黔丹店、桂陽店、富平店、光敎店

#### 江原道
- 春川店、原州店、東海店、江陵店、太白店、束草店

#### 大田広域市/忠南 /忠北
- 屯山店、月坪店、天安店、牙山店、寧店、堤川店、忠州店 (旧忠州市庁)、清州店、世宗店、ペンタポート店、天安西北店

#### 光州広域市/全南/全北
- 鳳仙店、光山店、尚武店、光州店、東光州店、麗水店、木浦店、順天店、全州店、益山店、南原店、群山店

#### 釜山広域市/慶南
- 海雲台店、門峴店、梁山店、晋州店、統営店、昌原店、馬山店、西面店、金井店、蓮堤店、沙上店、西釜山店、蔚山店、鶴城店

#### 大邱広域市/慶北
- 安東店、慶山店、浦項梨洞店、亀尾店、永川店、浦項店、金泉店、尚州店、晩村店、飛山店、月背店、七星店、達西店、半夜月店、城西店、時至店

#### 済州
- 済州店、新済州店、西帰浦店

### 海外
- 中国に28店舗持っていたが、2017年に撤退を発表した。
- ベトナムホーチミン市
- モンゴル国ウランバートルに2店舗。

## 商品

### 自主開発商品
イーマートでは過去1996年自主開発商品（PL商品）を開発し,以後多様なブランドを作って、現在まで販売している。近年では、プライベートブランドのNoBrandを立ち上げ、独自の店舗とハンバーガーチェーンを展開している

### 中小企業博覧会
イーマートでは、一定期間ごとに中小企業博覧会を開いて、参加申請を一企業を対象に審査を経た後選ばれた業者に限り博覧会に展示している。 博覧会で商品性を認められた商品は検証結果を経て、イーマート売り場に販売できる機会が与えられる。